# Williamsburg, Ohio
Williamsburg là một làng thuộc quận Clermont, tiểu bang Ohio, Hoa Kỳ. Năm 2010, dân số của làng này là 2490 người.

## Dân số
- Dân số năm 2000: 2358 người.
- Dân số năm 2010: 2490 người.